# Крепак, Пётр Иванович
Пётр Иванович Крепак  (укр. Петро Іванович Крепак) (род. 22 июня 1941, село Потаповичи, Житомирская область, Украинская ССР) — казахстанский государственный деятель. Занимал должность министра труда Республики Казахстан с 1994 по 1996 годы. Депутат Верховного Совета Казахской ССР 12-го созыва.

## Биография
Родился 22 июня 1941 года в селе Потаповичи Овручского района Житомирской области Украинской ССР.
Трудовой путь начал с рабочего дробильного цеха Игнатпольского щебеночного завода. В последующем работал подкатчиком леса на Павлодарском деревообрабатывающем комбинате, на строительстве Павлодарского тракторного завода и Павлодарского алюминиевого завода.
Был первым секретарем Экибастузского горкома комсомола, вторым секретарем Павлодарского обкома комсомола.
Долгие годы работал в профсоюзе строителей, возглавлял республиканский комитет профсоюза работников строительства и промстройматериалов. 
1978  - 1986  - председатель обкома профсоюза строителей Павлодарской области
С 1986  - председатель Казахского республиканского комитета профсоюзов строителей
24 апреля 1990 года избран депутатом Верховного совета Казахской ССР.
С июня 1994 года по ноябрь 1996 года являлся министром труда Республики Казахстан.
С 2004 года являлся руководителем правительственной студенческой практики на базе факультета социальных наук Университет КИМЭП, в ходе которой студенты знакомились с работой Парламента Республики Казахстан и имели возможность пройти практику в стенах казахстанского парламента.

## Награды
- Почётный строитель Республики Казахстан (каз. Қазақстан Республикасының Құрметті құрлысшысы)
- Орден «Знак Почета» (1981)[3]
- Медаль «Ерен енбегi ушiн» (За трудовое отличие)[3]
- Медаль «За освоение целинных земель»[3]
- Медаль «10 лет Конституции Республики Казахстан»[3]
- Медаль «25 лет независимости Республики Казахстана»[3]
- Медаль «За вклад в укрепление конституционной законности»[3].